# Alex Verus
Alex Verus ist eine Fantasy-Buchserie des britischen Autors Benedict Jacka, sowie gleichzeitig der Name der Hauptperson. Der Autor entwirft darin eine Welt, die der unseren stark gleicht, in der jedoch neben den normalen Menschen auch Magie und magische Kreaturen existieren. Alex Verus selbst ist ein sogenannter Divinator, der in die Zukunft sehen kann. Er entspricht allerdings nur in wenigen Punkten dem Klischee eines Wahrsagers und muss sich nicht selten mit physischer Gewalt der verschiedenen, hochgradig verfeindeten Fraktionen der magischen Welt erwehren.

## Schreibstil
Benedict Jacka erzählt sämtliche Ereignisse aus der Ich-Perspektive von Alex sowie im letzten Band auch von Luna. Davon wird auch der Schreibstil geprägt. Lakonische Beschreibungen stehen teilweise in starkem Kontrast zu den Grausamkeiten des von ihm beschriebenen Universums. Es gibt seitenlange Beschreibungen von einzelnen Kämpfen. Andererseits mangelt es seiner Hauptfigur nicht an Empathie, obwohl ihr viel Schlimmes widerfahren ist, wodurch man mit ihr mitfühlen kann. Insbesondere in den früheren Bänden gibt es außerdem oft humorvolle Einschübe mit der Kundschaft des Arcana Emporiums, dem Laden von Alex, welche das gesamte Spektrum zwischen Normalität und völliger Verrücktheit abdeckt.

## Inhalt

### Das Labyrinth von London
Im ersten Band geht es um das Leben des Wahrsagers „Alexander Verus“, kurz Alex, welcher einen Laden für (teilweise echte) Magie in London betreibt und eine komplizierte, brutale Vergangenheit mit einem Schwarzmagier namens Richard Drakh hat. Er hat einen Schützling namens Luna, welche einen Fluch trägt – es handelt sich um eine Form der Glücksmagie, die ihr selbst hilft, allen Leuten in der Umgebung hingegen Pech bringt. Innerhalb kurzer Zeit wird Alex von mehreren Fraktionen kontaktiert, die ihn rekrutieren wollen, um Zugriff auf ein vermutlich mächtiges altes magisches Artefakt zu erlangen – sowohl einem Weißmagier namens Lyle als auch einem Schwarzmagier namens Cinder. Er lehnt jedoch ab. Nach einem Mordanschlag durch einen Schwarzmagier namens Khazad holt er im British Museum, wo das Artefakt versteckt ist, Informationen ein, gerät dabei jedoch ins Kreuzfeuer von drei verschiedenen Schwarzmagiern (unter ihnen Cinder und Khazad), mehreren Weißmagiern und einem Wächterelementar. Er kann gerade noch unerkannt entkommen.
Am nächsten Tag wird er auf einen Ball von hochrangigen Magiern eingeladen. Bevor es dazu kommt, wird Luna jedoch von dem Schwarzmagiertrio von vorhin verfolgt. Zuvor hatte sie Alex einen magischen Würfel gezeigt, der aus unbekannten Gründen lediglich auf sie selbst reagiert. Im Laufe des Buches stellt sich heraus, dass der Würfel der Schlüssel für das alte Artefakt ist, das alle haben wollen. Nach erfolgter Rettung kontaktiert Alex Arachne, eine alte Freundin und Riesenspinne, sowie Helikaon, einen anderen Wahrsager und ehemaligen Mentor von Alex. Letzterer rät ihm dringend, sich von dieser Angelegenheit fernzuhalten, aber Alex beschließt trotzdem zu der Party zu gehen. Dort trifft er Lyle, dessen Chef Vaal Levistus ein „Ratsmitglied“ ist, ein Mitglied der Regierung der Weißmagier. Dieser klärt ihn genauer über das gesuchte Artefakt auf – es handelt sich um einen sogenannten „Schicksalsweber“, mit dem sich Wahrscheinlichkeiten verändern lassen – verlangt jedoch auch, das Artefakt ihm persönlich zu bringen. Aufgrund seiner Fähigkeiten kann Alex erkennen, was passieren wird, wenn er ablehnt – Levistus würde ihn in diesem Fall auf der Stelle töten lassen. Notgedrungen nimmt er den Auftrag nun an. Später bietet ein weiterer Magier namens Talisid, der anscheinend eine andere Fraktion vertritt, aber ebenfalls zu den Weißmagiern gehört, Alex ebenfalls seine Hilfe an. Auch ein weiterer Schwarzmagier namens Morden taucht auf, vor dem das ebenfalls anwesende schwarzmagische Trio Cinder, Khazad und Deleo offensichtlich Respekt hat. Wieder einmal gelingt es Alex zusammen mit Luna nur gerade so zu entkommen.
Am nächsten Tag trifft Alex auf das weißmagische Ermittlungsteam und versucht, den Zugang zu dem „Blasenreich“, einer Taschendimension, in dem sich das magische Artefakt befindet, zu öffnen. Nach einer Weile erkennt er jedoch endlich die Rolle von Lunas Würfel in diesem Zusammenhang sowie die Gefahr, in der Luna dadurch steckt. Er versucht Luna zu erreichen, wird jedoch selbst von Cinder überfallen und von dem schwarzmagischen Trio bedrängt. Das Trio und er selbst werden daraufhin wiederum von Morden attackiert und besiegt. Alle vier sollen nun zusammenarbeiten und unter dem Kommando von Morden's Schüler Onyx, einem brutalen Killer, für Morden den Schicksalsweber beschaffen. Es stellt sich außerdem heraus, dass Deleo früher Rachel hieß und Alex bereits bekannt ist, sie war einst ebenfalls mit ihm Schüler bei Richard Drakh. Es gelingt Alex, Luna in der Traumdimension „Anderswo“ zu kontaktieren und Talisid und die Weißmagier so vor einem Angriff vorzuwarnen. In Anderswo hat Alex außerdem mehrere verwirrende Visionen im Zusammenhang mit seiner Vergangenheit, und er erhält einen mysteriösen Rat: „Am Ende, im Licht der Sterne, vertraue auf deine Freunde und verzichte auf die größere Macht für die geringere“. Die Botschaft stammt angeblich von einem Drachen, welche die Zeit auf andere Weise sehen als Menschen (und damit auch als Wahrsager). Für den Angriff bekommen Alex, Rachel/Deleo, Cinder und Khazad Armbänder angelegt, die über einen Auslöser von Onyx den Träger töten können.
Der Angriff zur Erbeutung des Artefakts geht sehr schnell schief. Die Schwarzmagier ahnen die gestellte Falle und tauchen per Portal an einem anderen Ort auf als vorhergesehen, Onyx läuft Amok. Alex kann sich absetzen. Letztendlich schaffen es zehn verschiedene Personen in die Blase: Neben den vier Schwarzmagiern, Alex und Luna sind dies zwei Weißmagier namens Griff und Sonder sowie zwei Luftelementare namens Starbreeze und Dreizehn. Starbreeze hat Alex bereits vorher geholfen, Dreizehn hingegen arbeitet für Levistus. Es kommt zu weiteren Kämpfen. Alex kann Khazad töten und Deleo und Cinder durch die Rettung vor einer Falle vorübergehend auf seine Seite bringen, es gelingt ihm auch, die Todesarmbänder zu deaktivieren. Allerdings wird Luna von Griff entführt, der offenbar ebenfalls für Levistus arbeitet. Alex wird außerdem von einem uralten Geistmagier namens Abithriax kontaktiert, der keinen Körper mehr besitzt und innerhalb des Schicksalswebers gefangen ist. Er verspricht Alex zu helfen, wenn er es zuerst zum Schicksalsweber schafft und seinen Geist mit Abithriax verschmilzt.
Alex gelingt das tatsächlich, und in einem gewaltigen Showdown schaltet er nun all seine Gegner aus. Er besiegt sogar den eigentlich deutlich überlegenen Onyx, der nur gerade so entkommen kann, tötet Dreizehn und zwingt die widerwillig kooperierenden Deleo und Cinder dazu zu verschwinden. Griff ist bereits vorher durch unglaubliches Pech gestorben – eine Folge von Lunas Fluch. Über den Schicksalsweber kann Alex nun die zukünftigen Zeitstränge manipulieren, die er mit seiner eigenen Wahrsagermagie lediglich sehen kann – die Kombination scheint ihn unbesiegbar zu machen (erst in späteren Bänden wird relativiert, dass die Macht des Schicksalswebers durchaus Grenzen hat). Doch als Alex verschwinden will, ohne dabei den gutmütigen Sonder mitzunehmen, erkennen Luna und Starbreeze, dass er in Wahrheit von Abithriax besessen ist. Dieser hat das bereits mit vielen früheren Besitzern des Schicksalswebers getan, was auch der Grund war, warum der Schicksalsweber überhaupt weggesperrt wurde. Er versucht Alex’ Bewusstsein vollständig aufzulösen und seinen Körper zu übernehmen, um wieder in die Welt hinauszukommen. Es gelingt ihm beinahe, ehe Luna über einen Kuss ihren Fluch vorübergehend auf Alex überträgt und ihm so die Macht verleiht, auch in seinem immateriellen Zustand über Abithriax zu siegen. Alex überlebt und legt den Schicksalsweber ab, als er den Spruch „Verzichte auf die größere Macht für die geringere“ nun begreift. Der Schicksalsweber wird infolgedessen wieder weggesperrt, und die politischen Wogen glätten sich wieder etwas.

### Das Ritual von London
Im zweiten Band hilft Alex Talisid als Freiberufler bei der Jagd nach einem Barghest, einer gefährlichen magischen Kreatur, die ihre Gestalt wandeln kann. Der Barghest ist jedoch bei ihrer Ankunft bereits tot. Privat läuft es weniger gut: Luna ist einem Mann namens Martin begegnet, den Alex auf Anhieb nicht leiden kann, und hat sich anscheinend in ihn verliebt. Und Martin wurde von der Affenpfote ausgewählt, dem gefährlichsten Gegenstand, den Alex in seinem Laden besitzt. Die Affenpfote beherrscht Wunschmagie, und ihre Macht scheint praktisch keine Grenzen zu kennen: So schützt sie Martin zum Beispiel vor Lunas Fluch, sodass er sie berühren kann. Alex weiß jedoch, dass Wunschmagie oft einen schrecklichen Preis fordert.
Im Laufe der Geschichte wird Alex wieder einmal in eine komplizierte Intrige verwickelt und entkommt mithilfe seiner Wahrsagermagie vier verschiedenen Mordanschlägen. Für zwei davon stellt sich später das Ratsmitglied Levistus als verantwortlich heraus, der Alex die Ereignisse um den Schicksalsweber im ersten Band immer noch nicht verziehen hat. Die zwei anderen betrafen eigentlich Meredith, eine Gefühlsmagierin aka Zauberin, in welche sich Alex ein wenig verguckt und mit der er letztendlich auch schläft. Ausführende der anderen Anschläge waren Cinder und Deleo, die eigentlich mit Alex nicht direkt verfeindet sind.
Es stellt sich heraus, dass es zwei Seiten gibt, die sich mit der hochgefährlichen magischen Praktik der sogenannten „Ernte“ befassen. Bei der Ernte kann man einer Person oder einer magischen Kreatur die magischen Kräfte entreißen und den eigenen hinzufügen. Da Magie jedoch mehr oder weniger Teil der Seele eines Wesens ist, funktioniert das selten bis nie ohne Nebenwirkungen: Die Seele eines anderen in die eigene einzufügen kann zum Wahnsinn führen. Der Barghest vom Anfang wurde geerntet. Cinder und Deleo verfügen über das Ritual des Erntens, und ein mächtiger Weißmagier namens Belthas will es ebenfalls haben. Wie sich rausstellt, arbeiten auch Meredith und Martin für Belthas, welcher seinerseits mit Levistus teilweise zusammenarbeitet. Luna, Alex und Arachne geraten dadurch in die Gefangenschaft von Belthas. Um zu entkommen, muss Alex den Rufer für den Luftelementar Starbreeze opfern, er kann sie von nun an nicht mehr erreichen. Doch auch so gelingt es ihm aufgrund Belthas' personeller Überlegenheit nur alleine zu fliehen. Er gelangt in die Tunnel unter Arachnes Höhle. In einer surrealen Szene trifft er dort auf einen Drachen, der ihm einen Zahn gibt. Später glaubt er, das geträumt zu haben, auch findet er den Weg zu dem Drachen trotz seiner Kräfte nicht mehr zurück – der Zahn befindet sich jedoch nichtsdestotrotz in seiner Tasche.
Den Ausweg zur Befreiung von Luna und Arachne bringt überraschenderweise Sonder, mit dem Alex sich ein wenig angefreundet hat und der ihm gelegentlich bei Recherche hilft. Er hat durch einen Zufall Belthas' Wachen vor der Höhle entdeckt und sich überraschenderweise mit Cinder verbündet, obwohl er technisch gesehen ein Weißmagier ist und Cinder ein Schwarzmagier. Cinder ist bereit mit vorübergehend mitzuarbeiten, da Belthas auch Deleo entführt hat und er Alex wegen der Ereignisse des ersten Bandes noch einen Gefallen schuldet. Er verlangt jedoch von Alex die bewusstlose Arachne notfalls zu töten, sobald die einzige Alternative nur noch die Ernte Arachnes durch Belthas wäre. Die drei planen nun einen Angriff auf die Basis von Belthas, wissen jedoch nicht, wo sie sich befindet. Alex kontaktiert im Schlaf über „Anderswo“ Luna und Deleo und kann letzterer genügend Informationen entlocken, um den Standort der Basis zu finden. Allerdings entkommt er nur gerade so einer Kreatur, die sich als Lunas Fluch herausstellt: In Anderswo nimmt dieser die Gestalt eines Monsters an.
In Belthas' Basis läuft erst alles nach Plan, doch dann überschlagen sich die Ereignisse. Es gelingt Alex Luna zu befreien, doch dann wird er von Martin angegriffen. Diesem verleiht die Affenpfote Schutz sowohl vor Magie als auch vor Kugeln. Über die Wunschmagie stiehlt er Alex dessen magische Fähigkeiten, was allerdings nach hinten losgeht: Es braucht jahrelanges Training, um mit der Informationsflut fertigzuwerden, die auf einen Wahrsager einstürzt, und Martin wird dadurch fast in den Wahnsinn getrieben. Gemeinsam gelingt es Luna und Alex ihn zu zwingen, den Wunsch mit einem weiteren Wunsch rückgängig zu machen. Unklar ist, ob die Magie überhaupt vollständig verschwunden war: Wäre das der Fall gewesen, hätte Alex eigentlich sterben müssen, das war ja überhaupt erst eine der Problematiken des Erntens. Jedenfalls kämpft sich das Team zu Belthas vor, der unter anderem auch über zwei Golem-Gottesanbeterinnen verfügt, die brandgefährlichen Leibwächterkonstrukte des Rats. Alex gelingt es jedoch Belthas zu berühren und mit dem Drachenzahn ein Portal zu dem Drachen in der Höhle zu öffnen. Belthas versucht den Drachen anzugreifen, wird jedoch von diesem mit einem einzigen Schlag getötet.
Zwei Wochen später nimmt Alex offiziell Luna als Lehrling an, nachdem ihr unklarer Status im Laufe der Zeit zunehmend zum Problem wurde. Talisid meint, dass Belthas' Schicksal für Alex Konsequenzen haben dürfte und ihn sehr bekannt machen wird, da Belthas ein sehr erfahrener Kämpfer war. Der Drache hat Arachne geheilt, wobei seine Motive nach wie vor ziemlich unklar sind – er beschützt aber anscheinend indirekt Arachne. Und Martin versucht den letzten seiner fünf Wünsche dazu zu verwenden, Alex umzubringen, stirbt jedoch selbst, als er darauf besteht. Die Affenpfote kehrt daraufhin von selbst in Alex’ Laden zurück. Es wird immer klarer, dass sie tatsächlich einen eigenen Willen hat.

### Der Magier von London
Im dritten Band geht es um das „Turnier des Weißen Steins“, ein Turnier zwischen Lehrlingen. Alex bekommt zuerst das Angebot der Veranstalterin namens Crystal, dort für Sicherheitszwecke zu arbeiten, lehnt aber ab. Talisid macht ihn darauf aufmerksam, dass mehrere Lehrlinge der Weißmagier auf mysteriöse Weise verschwunden sind, und er erhält auch eine Nachricht von einem Unbekannten, die in dieselbe Richtung weist. Außerdem erhält er von Anne, einem Lehrling, eine Einladung in einen magischen Nachtclub von einem gewissen Lord Jagadev. Kurz darauf erkennt Alex durch seine Wahrsagerfähigkeiten, dass er am nächsten Morgen von Ratswächtern bezüglich eines oder einer Toten befragt werden wird, wenn er von jetzt an absolut gar nichts tut, und schlussfolgert daraus, dass Anne in Lebensgefahr schwebt. Er kann sie gerade noch rechtzeitig finden und retten. Da Anne eine Lebensmagierin ist, ist sie in der Lage auch mehrere eigentlich tödliche Schusswunden schnell zu heilen, auch wenn sie das enorme Mengen an Energie kostet. Sie leiht sich zu diesem Zweck auch Energie von Alex aus.
Um mehr Informationen einzuholen, bricht Alex in den Veranstaltungsort des Turniers ein, ein seltsames Anwesen namens Fountain Reach. Er ist unter anderem mit Bannen gegen das Hellsehen geschützt, was Alex’ Aufgabe erschwert. Er trifft dort nicht nur auf eine seltsame Gefahr, die sich aus unbekannten Gründen nicht identifizieren lässt (als Wahrsager ist er das nicht gewöhnt), sondern auch auf Onyx, dem er gerade noch entkommt. Im magischen Nachtclub treffen Alex und Luna später ebenfalls auf Onyx, außerdem auf Lyle und Crystal. Jagadev – der kein Mensch ist, sondern ein Rakshasa, ein mächtiger Gestaltwandler – ist quasi der Meister von Anne und einem weiteren Lehrling, Variam. Von Morden, der sich ebenfalls dort aufhält, erfährt Alex, dass auch Lehrlinge der Schwarzmagier verschwinden und dass Onyx aus diesem Grund Fountain Reach untersucht hat. Er war also aus demselben Grund dort wie Alex.
Im Laufe der Zeit stellt sich heraus, dass der ehemalige Herr des Anwesens, Vitus Aubuchon, eine Möglichkeit gefunden hat mittels regelmäßiger Blutopfer unsterblich zu werden, zumindest innerhalb seines Hauses, welches eine Schattenreich-Kopie von Fountain Reach darstellt. Crystal ist ebenfalls an dem entsprechenden Ritual interessiert und will Anne als Blutopfer verwenden. Alex und die anderen können Anne retten, wobei Alex zwischenzeitlich gezwungen ist sich mit Onyx zu duellieren. Fountain Reach wird von den Weißmagiern in einer konzertierten Aktion niedergebrannt, wobei Vitus Aubuchon mutmaßlich umkommt. Crystal kann entkommen. Außerdem stellt sich heraus, dass Jagadev, der als Nichtmensch tatsächlich mehr oder weniger unsterblich ist, Anne und Variam aus Rache töten will, da ihre Vorfahren vor mehr als hundert Jahren seine Frau getötet haben. Alex nutzt dieses Wissen, um einen Waffenstillstand mit ihm zu erpressen, sagt aber Anne und Variam nichts davon. Die beiden ziehen mit Luna bei ihm ein.

### Der Wächter von London
Im vierten Band geht es um Alex’ Vergangenheit. Er war einst ein Schwarzmagierlehrling unter dem mächtigen Richard Drakh, zusammen mit drei anderen, Rachel, Tobruk und Deleo. Als sie den Auftrag bekamen, ein Mädchen namens Catherine zu entführen, hinterfragte er jedoch seine Prioritäten. Tobruk vergewaltigte Catherine mutmaßlich mehrmals in Gefangenschaft. Später wurde sie getötet, wie sich herausstellte.
In der Gegenwart wird Alex von einer Bürgerwehr aus Adepten angegriffen, die von Catherines Bruder angeführt werden. Mehrere Angriffe später ist er bereit, sich mit tödlicher Gewalt zu wehren und lockt sie in eine Falle, wo fast alle getötet werden. Luna und Variam zeigen später Verständnis, als er ihnen die Zusammenhänge erklärt, doch Anne wendet sich darauf von ihm ab.
In einer Traumvision, deren Wahrheitsgehalt er später hinterfragt, sieht Alex, wie sein alter Meister Richard durch ein Portal in die bekannte Welt zurückkehrt.

### Der Meister von London
Im fünften Band geht es um die Vergangenheit von Anne und Variam. Früher waren sie Lehrlinge von einem Schwarzmagier namens Sagash, der sie entführt hatte, eine bei Schwarzmagiern durchaus gängige Praxis. Sie konnten fliehen, doch die Weißmagier waren nicht bereit ihnen groß zu helfen. In der Gegenwart wird Anne erneut von Sagash entführt und die anderen versuchen, sie zu retten. Es stellt sich auch heraus, dass Sagash damals versuchte, Anne zu seiner Attentäterin zu machen. Aus Mangel an anderen Möglichkeiten schloss sie all ihre niederen Instinkte in einer Art dunklen Persönlichkeit zusammen und sperrte diese in Anderswo weg. Deswegen weigert sich Anne praktisch immer zu kämpfen, auch in Übungsduellen – sie hat Angst, dass ihre dunkle Persönlichkeit hervorkommt. Auch Crystal taucht wieder auf, sie hat nach wie vor Interesse an Anne und versucht mit Sagash über sie zu verhandeln.
In einem Nebenhandlungsstrang taucht Richard Drakh endgültig wieder auf und versucht Alex und auch Anne (wieder) zu seinen Verbündeten zu machen. Sie lehnen jedoch ab, was dazu führt, dass er sie in der Unterzahl vor Sagashs Handlangern zurücklässt.
Sagash zwingt Anne und Crystal zum Duell, doch Anne weigert sich nach dem überraschend deutlichen Sieg ihre Widersacherin zu töten. Alex gelingt es Crystal vorübergehend auf ihre Seite zu ziehen, und die drei können aus dem Schattenreich entkommen. Crystal versucht selbstverständlich Verrat zu üben, wird jedoch von Hermes, einem magischen, intelligenten Fuchs, mit dem Alex sich zuvor angefreundet hatte, daran gehindert.

### Das Rätsel von London
Im sechsten Band werden Alex und seine Freunde wieder einmal in politische Machtkämpfe verwickelt. Zwei der beteiligten Seiten sind mutmaßlich Levistus und Morden. Es gibt jedoch auch noch eine dritte Partei, die „Weiße Rose“, eine Organisation zur magischen Sexsklaverei, welche auf Gehirnwäsche, Folter und sogar Körpermodifikationen zurückgreift. Sie wird unter anderem von einer sadistischen Schwarzmagierin namens Vihaela geführt, aber auch von hochrangigen Weißmagiern besucht, was politische Verfolgung schwierig macht. Dennoch gelingt am Ende ihre Zerschlagung, allerdings entkommt Vihaela, die eine hervorragende Kämpferin ist. Die politischen Konsequenzen sind erheblich: Drei von dreizehn Weißmagiern müssen den Rat, die Regierung der Weißmagier, verlassen. Vihaela und Morden arbeiten mutmaßlich zusammen, wie in den späteren Bänden bestätigt.
Alex wird in diesem Band zum Hilfswächter. Die Wächter sind eine Mischung aus Polizei und Geheimdienst der Weißmagier, die häufig auch politisch instrumentalisiert werden.

### Die Mörder von London
Im siebten Band werden Alex und seine Freunde Luna, Anne und Variam völlig überraschend von einem offiziellen Todesurteil des Weißmagierrats bedroht. Wie sich herausstellt, steckt Levistus dahinter. Um das zu verhindern, muss Alex einen Deal mit Undaaris schließen, einem wichtigen Politiker der Weißmagier, der seine Stimme noch nicht abgegeben hat. In der Folge legt er sich wieder einmal mit den Schwarzmagiern an und schließt sich einer Operation der Wächter in Syrien an, um dort in einem Blasenreich ein wichtiges Artefakt zu finden. Zusätzlich muss er sich noch mit Attacken von anderen Fraktionen der Weißmagier herumschlagen.
Obwohl die Operation gelingt, verrät Undaaris ihn. Luna und Variam konnten das offizielle Todesurteil abwenden, doch Alex und Anne sind von nun an auf der Flucht. Fast nirgends auf der Welt sind sie vor Levistus sicher. Nachdem der Referent von Levistus, Barrayar, droht, Luna im Schlaf mittels Bomben zu töten, kommt Alex zurück nach London, wobei er Anne austrickst und zurücklässt. Er ist nun bereit, Barrayar in eine auch für ihn selbst tödliche Falle zu locken. Doch Barrayar zieht plötzlich seine Truppen zurück. Wie sich herausstellt, hat Morden eingegriffen und Alex zu seinem Referenten ernannt, das hohe politische Amt hebt das Todesurteil für ihn und Anne automatisch auf. Nun arbeiten die beiden aber wieder offiziell für die Schwarzmagier, und damit letztendlich auch für Richard Drakh. Als Alex sich weigert, schlägt Morden ihn brutal zusammen.

### Der Gefangene von London
Im achten Band ist Alex nun Referent eines Ratsmitglieds (die Stellung ist vergleichbar mit der eines Staatssekretärs). Gleichzeitig ist er jedoch letztendlich versklavt worden. Die Schwarzmagier drohen, ihm alles zu nehmen, was er liebt, wenn er nicht kooperiert. Die meisten Weißmagier wiederum sind nicht bereit, ihm erneut zu vertrauen. Er wird von ihnen kleingehalten und von der Bürokratie des Rats ausgebremst, zusätzlich ist er auch Anschlägen von der militantesten Fraktion des Weißmagierrats, den Kreuzrittern, ausgesetzt. Außerdem kommt es bei einer Demonstration von Adepten, die von den „vollen“ Magiern ebenfalls oft kleingehalten werden, zu Todesopfern.
Alex wird von den Schwarzmagiern befohlen, dass er in ein Tiefschattenreich gehen und dort einen sogenannten „Traumstein“ für Richard holen soll, einen speziellen Typus von magischem Gegenstand. Er ermöglicht es unter anderem, körperlich das sogenannte Anderswo zu erreichen und sich telepathisch mit anderen Personen zu verständigen. Das Tiefschattenreich hat einige spezielle Eigenschaften, so ist es etwa nur von einem anderen Schattenreich aus erreichbar und die Zeit vergeht dort anders. Alex und seine Freunde können den Auftrag dennoch erfolgreich erledigen und nehmen auch gleich einen zweiten Traumstein mit, den Alex selbst nutzen will. Die Freunde beschließen, das Schattenreich, von dem aus das Tiefschattenreich erreichbar ist, von Feinden zu säubern und von nun an als Basis zu verwenden.
Zwei Kreuzritter entführen Anne und foltern sie extrem brutal, da sie als Lebensmagierin normale Verletzungen sofort heilen kann. Sie wollen Informationen über Mordens Pläne. Alex, Luna, Variam und Sonder können sie befreien, doch dass die Kreuzritter keine Konsequenzen zu befürchten haben, trägt noch mehr zur Zerrüttung des Verhältnisses zwischen Alex und dem Rat bei.
Alex muss immer wieder Aufträge der Schwarzmagier erledigen, zusammen mit einem mysteriösen Mann namens Archon, welcher stets maskiert und vermummt auftritt. Eines Tages wird ihm mit anderen Schwarzmagiern der direkte Angriff auf das Machtzentrum des Rats befohlen, was letztendlich eine Kriegserklärung darstellt. Zwar stellt sich das endgültige Ziel stattdessen als Hochsicherheitslager heraus, dennoch bleibt es Hochverrat. Anne muss ebenfalls mitkommen und am Ende sitzt sie zwischen den plündernden Schwarzmagiern und den zurückschlagenden Weißmagiern fest. Als letzten Ausweg benutzt sie das Artefakt aus Syrien aus dem siebten Band, Suleimans Ring, welches einen mächtigen Dschinn enthält. Als Alex sie erreicht, ist es fast zu spät. Barrayar will ihn töten, doch verblüffenderweise stellt sich der Mann namens Archon als niemand anders als der verkleidete Richard Drakh heraus. Mithilfe von Alex und einem bis dahin unbekannten Magietyp tötet er alle anwesenden Weißmagier, unter ihnen auch die Folterer von Anne, wodurch das Geheimnis von Alex und Annes Anwesenheit gewahrt bleibt.
Morden wird festgenommen, da der Angriff allzu offensichtlich auch seine Handschrift trägt. Alex wird dadurch auch zu seiner eigenen Überraschung zum Ratsmitglied befördert. In einer Nebenhandlung baut Luna außerdem Alex’ alten Laden wieder auf, welcher früher zerstört worden war, und übernimmt ihn.

### Der Geist von London
Als Ratsmitglied ist Alex nun zwar immer noch unbeliebt, genießt jedoch weitaus mehr Freiheiten als vorher. Er nimmt an Missionen im ganzen Land Teil, um gestohlene Gegenstände aus dem Hochsicherheitstresor wieder zurückzuholen. Die Schwarzmagier, die an dem Diebeszug beteiligt waren, streiten sich nun um die Beute. Der Rat versucht, Onyx zu bestechen, um an Richard Drakh heranzukommen, wobei Alex die Verhandlungen führen soll. Bei einer Adeptenversammlung soll Richard sprechen, und die Wächter wollen ihn dort schnappen. Die entsprechende Operation der Wächter geht jedoch schief, und Richard entkommt. Dabei hilft ihm eine unbekannte, äußerst mächtige Frau, die zunächst für Vihaela gehalten wird.
Später eröffnet Anne Alex jedoch, dass in Wahrheit sie es war. Sie ist die „Dunkle Anne“, deren abgespaltene, bösartige Persönlichkeitsanteile nun ab und zu den Körper Annes übernehmen. Sie hat auch eine Vereinbarung mit dem Dschinn aus Suleimans Ring, was ihre Fähigkeiten noch einmal deutlich verstärkt. Alex hat den starken Verdacht, dass dieser Dschinn irgendwann aufhören wird, auf sie zu hören, und sie seinerseits versklaven wird. Doch die Dunkle Anne hört nicht auf ihn, befreit Morden aus der Gefangenschaft und lässt Alex in Gegenwart von beschworenen Monstern, niederen Dschinn, zurück. Nur mit Lunas und Variams Hilfe kann er rechtzeitig nach Anderswo gelangen und dort die „Helle Anne“, die positiven Persönlichkeitsanteile von Anne, wieder befreien. Dies gelingt ihm letztendlich erst, als er ihr seine Liebe gesteht.

### Die Verdammten von London
Anne und Alex sind nun ein Paar, doch sie haben immer noch gewaltige Probleme. Vor ihrem Todesurteil schützt sie nur die Tatsache, dass zu diesem Zeitpunkt kein Weißmagier genau weiß, was in dem Hochsicherheitsgefängnis passiert ist. Als die Wächterin Caldera das herausfindet, werden die beiden ausgerechnet von Schwarzmagiern gerettet. Doch nun erfährt Alex endlich die grauenvolle Wahrheit: Richard Drakh ist schon seit sehr langer Zeit auf der Suche nach einem geeigneten Wirt für den mächtigsten aller Dschinn, welcher in Suleimans Ring versteckt war. Damit diese Person die volle Macht des Dschinns nutzen kann, muss sie über viel Empathie verfügen, und das ist normalerweise bei niemandem in der Nähe von Richard der Fall – außer bei Anne. Crystal benutzt auf Richards Befehl mittels Geistmagie den Körper von Alex, der nur hilflos zusehen kann, wie sie damit Anne zusammenschlägt. Die dunkle Anne kommt hervor und ruft den Dschinn, wird jedoch sofort von Richard unter ihre Kontrolle gezwungen. Als der von Crystal wieder freigelassene Alex verzweifelt über den Traumstein einen allgemeinen Hilferuf aussendet, kommt überraschend Starbreeze und rettet ihn.
Alex hat nun fast alles verloren. Arachne wurde von dem Drachen gerettet, der sie beschützt, doch er weiß, dass er sie nie wieder sehen wird. Sowohl Weiß- als auch Schwarzmagier sind nun seine Feinde, und nur seine engsten Freunde halten noch zu ihm. Nun setzt er alles auf eine Karte und bricht mit Luna, Variam, Starbreeze und Kyle bei Onyx ein, um erneut den Schicksalsweber zu stehlen. Der Zugang zu dessen Blasenreich befindet sich inzwischen in Onyx' Haus, doch nur Lunas Schlüssel erlaubt auch den Zutritt. Beim Betreten wird er von den anderen abgeschnitten.
Der Schicksalsweber ist nach wie vor von Abithriax, dem alten Geistmagier, besessen, doch über Anderswo und den Traumstein kann Alex sich mit ihm duellieren. Er verliert dabei eine Hand, gewinnt aber und vernichtet Abithriax. Der Schicksalsweber nimmt die Form einer Hand an und verbindet sich mit ihm. Als er das Blasenreich verlässt, wird er schon erwartet, doch er tötet in einem langen Kampf alle 26 Angreifer, einschließlich Onyx und einem Magier namens Pyre.
Alex hat nun einen Plan, um Anne von Richards Einfluss zu befreien. Er ahnt inzwischen, dass Richard ebenfalls ein Wahrsager ist und auch über einen eigenen Dschinn verfügt. Aus diesem Grund ist die verbitterte und zunehmend labile Rachel der Schlüssel, da sich ihr Verhalten praktisch nicht vorhersagen lässt. Er sucht sie in Anderswo auf, provoziert sie und behauptet, er wolle sich Richard wieder anschließen – eine Position, bei der er letztendlich über Rachel stünde. Dann sucht er Meredith auf und zwingt sie, mit ihm zusammenzuarbeiten, um Rachel im entscheidenden Moment mit Gefühlsmagie zu manipulieren. Als letztes wohnt er einem Kampf von Richard, Rachel und der dunklen Anne gegen eines der Seniorratsmitglieder, Sal Sarque, bei. Rachel bekommt Angst, übervorteilt zu werden, und beginnt wild um sich zu schießen, wobei Richards Kontrollmittel von Anne, ein eigener Traumstein, zerstört wird. Die dunkle Anne wird befreit und tötet Sal Sarque, danach flieht sie.

### Der Jäger von London
Neben dem Weißmagierrat und Richard mit seinen Verbündeten stellen die dunkle Anne dank des Dschinns und Alex dank des Schicksalswebers von nun an im Grunde unabhängige Fraktionen dar. Anne und Alex sind nicht direkt verfeindet, doch die dunkle Anne tötet jeden, der ihr einmal geschadet hat. Aber nun bietet sich endlich die Möglichkeit gegen Levistus vorzugehen. Alex erfährt von Morden, dass Levistus über eine gebundene künstliche Intelligenz verfügt, die ihm sehr viele seiner Informationen verschafft. So konnte er derart mächtig werden. Er stiehlt sie in einer waghalsigen Aktion zusammen mit Cinder und Starbreeze. Von ihr, die er November nennt, erfährt er interessante politische Details. So verfügte Levistus unter anderem über Erpressungsmaterial der Weißen Rose, das speziell Undaaris betraf.
Letztendlich greift Alex Levistus direkt an. Caldera, die ihm oft geholfen hat, im Zweifel aber zum Weißmagierrat hält, wird ebenfalls von Alex angegriffen und regelrecht abgestochen. Anne greift ein und rettet sie. Mindestens 48 Leute sterben bei dem Angriff, unter ihnen auch Levistus. Alex stiehlt auch noch drei magische Gegenstände aus Levistus' Arsenal.
Am Ende stellt sich heraus, dass der Dschinn in Anne tatsächlich seine eigenen Pläne hat: Er will seine alte Armee wieder aufbauen und einen Krieg gegen die Menschen, also auch alle Magier, wieder aufnehmen. Zu diesem Zweck bricht er in das Schattenreich der Freunde ein, entführt Variam und stiehlt die Affenpfote.

### Der Retter von London
Ausgerechnet Richard Drakh verlangt nun vom Weißmagierrat ein gemeinsames Vorgehen gegen die Dschinn, weil diese quasi eine Bedrohung für die Allgemeinheit darstellen. Der oberste Dschinn hat sich in Annes Körper und in Sagashs Schattenreich verschanzt, und er beschwört nun seine Generäle. Auch Variam wurde vereinnahmt. Die Weißmagier sind ausnahmsweise bereit, aufgrund der Gefahr mit Alex und den Schwarzmagiern zusammenzuarbeiten. Sie verlangen von Alex aber in Abwesenheit von Richard, dass er diesen umbringt. Alex stimmt zu, hat aber den Verdacht, dass Richard immer noch etwas zurückhält. Er führt diesbezüglich sogar ein Gespräch mit seiner Mutter, die er schon lange nicht mehr gesehen hat. So errät er, was Richard tun wird: Dieser ist eben nicht der „Dunkle Lord“, für den man ihn leicht halten kann, sondern arbeitet so gut wie immer mit Tricks. Deswegen wird er versuchen, das Schattenreich von Sagash in einem entscheidenden Moment zu isolieren, um die Truppen der Weißmagier von Verstärkung abzuschneiden. Richard glaubt immer noch, dass er gewinnen und Anne kontrollieren kann. Durch diese Prognose kann Alex einen größeren Teil der Weißmagier in das Schattenreich bringen als von Richard vorgesehen, aber es wird dennoch knapp.
Im Schattenreich erleiden die Weißmagier harte Verluste, die Schwarzmagier aber ebenfalls. Der Sultan der Dschinn hat vier Generäle in vier Personen beschworen, davon drei in Caldera, Barrayar und Sagash. Außerdem wurde der Dschinn der Affenpfote in Variam beschworen, welcher anscheinend sogar denselben Rang hat wie der Sultan. Nachdem Sonder von dem obersten Dschinn getötet wird und Alex für den Tod eines störrischen Einsatzleiters sorgt, beginnt er die Truppen der Weißmagier selbst zu befehligen. Kriege waren der Zweck, für den die Schicksalsweber ursprünglich benutzt wurden. Er opfert einen befreundeten Magier, um Vihaela zu töten, und zwingt die Schwarzmagier zur Aufgabe. Richard selbst entkommt jedoch. Danach geht der verlustreiche Kampf gegen die Truppen des Dschinn weiter. Am Ende können die Generäle besiegt werden. Luna kann den Dschinn, der Variam besetzt hat, zur Aufgabe bewegen, dieser findet andere Dinge wichtiger als den Krieg. Schlussendlich kann Alex Anne aufhalten, indem er sie nach Anderswo bringt. Die Helle und die Dunkle Anne arbeiten auf seine Veranlassung hin erstmals seit Jahren zusammen, um den Dschinn loszuwerden, und gemeinsam gelingt es. Danach zerstört Alex die Grenze zwischen beiden Annes und vereint sie wieder zu einer Person.
Doch Richard muss ebenfalls noch aufgehalten werden, und jeder Einsatz des Schicksalswebers transmutiert einen weiteren Teil von Alex’ Körper. Er weiß, dass er nicht mehr überleben kann, er kann nur Richard noch besiegen. Im entscheidenden Moment blockiert er dessen Fähigkeit, in die Zukunft zu sehen, damit aber auch seine eigene. So gelingt es ihm endlich, seine Nemesis zu töten, und erwartet danach glücklich seinen eigenen Tod.
Nach ein paar Bemerkungen des Autors, dass die Geschichte nun zu Ende sei und Weiterlesen sinnlos, fängt er an aus der Sicht von Luna weiterzuerzählen. Der größte Teil der magischen Welt glaubt, dass Alex tatsächlich gestorben ist. Doch Luna weiß es besser: In Wahrheit hat Anne den Schicksalsweber mit ihrer Magie überladen, sodass Alex’ gesamter restlicher Körper transmutiert wurde (anstatt nur ein Teil, was ihn zwangsläufig umgebracht hätte). So hat er überlebt, aber seine biologische Signatur hat sich verändert, sodass er mit den alten Mitteln nicht mehr aufzuspüren ist. Er hält sich nun mit Anne in einem Schattenreich auf und hat nicht vor, in die magische Gesellschaft zurückzukehren. Erstmals seit langer Zeit sind die beiden glücklich.

## Magie

### Elementarmagie
Elementarmagier stellen den häufigsten Typ dar. Sie haben sehr vielfältige Fähigkeiten, die manchmal nur sehr indirekt mit ihrem Magietyp zusammenhängen. So scheinen praktisch alle Elementarmagier Lichtzauber zu beherrschen, was bei einem Feuermagier noch einigermaßen logisch klingt, bei einem Erdmagier aber schon weniger. Auch können alle Elementarmagier Portale öffnen, warum nur sie und Raummagier das können, wird kaum erklärt. Auch haben Elementarmagier oft eine Fähigkeit, die es ihnen ermöglicht Personen leicht zu finden, so können Erdmagier etwa sehr gut Erschütterungen spüren und Feuermagier die Hitze von Lebewesen wahrnehmen. Sie können auch Schilde aus dem jeweiligen Element beschwören, was speziell beim Kampf Magier gegen Magier ein sehr großer Vorteil ist. Ansonsten umfasst Elementarmagie praktisch die gesamte Kontrolle um ein Element.
Es gibt Erd-, Feuer-, Wasser-, Luft-, Eis- und Blitzmagier.

### Lebensmagie
Die Familie der Lebensmagie ist sehr vielfältig. Auch viele Aufspürungszauber basieren darauf.

#### „normale“ Lebensmagie/Todesmagie
Mit Lebens- und Todesmagie kann man jemanden heilen oder töten. Anne heilt sich mit ersterem mehrmals von eigentlich tödlichen Wunden, ohne dass Narben zurückbleiben, allerdings verbraucht sie dadurch sehr viel Energie, es macht sie also nicht unsterblich. Lebensmagie ermöglicht auch das Töten per Berührung, wobei nicht ganz klar ist, wo hier die Abgrenzung zur Todesmagie besteht. Es gibt noch viele andere Anwendungsfälle. Körpermodifikationen kommen zur Sprache, werden aber nur selten wirklich ausgeführt, da es dadurch offenbar schnell zu Komplikationen kommen kann. Viele Magier lassen sich außerdem mit Lebensmagie behandeln, was die Lebenserwartung etwas erhöht, aber hier gibt es natürliche Grenzen.

#### Geistmagie
Mit Geistmagie kann man Gedanken lesen und auch kontrollieren. Es ist auch Nicht-Geistmagiern mit genügend Erfahrung möglich, sich dagegen abzuschirmen, insofern ist sie kein Lügendetektor.

#### Gefühlsmagie
Mit Gefühlsmagie kann man die Gefühle anderer Menschen beeinflussen. Frauen, die das können, werden Zauberinnen genannt, Männer Zauberer. Frauen sind im Allgemeinen häufiger. Gefühlsmagie ist unglaublich schwer zu erkennen.

#### Gestaltwandler
Ein echter Gestaltwandler des Magierrangs kommt in den Büchern nicht vor, soweit sich das sagen lässt (rein theoretisch könnte es sich bei Arachne um eine Gestaltwandlerin handeln, das ist allerdings unwahrscheinlich). Es handelt sich um eine sehr spezialisierte Form der Lebensmagie, die darauf trainiert ist, ausschließlich den eigenen Körper zu verändern. Der Massenerhaltungssatz kann hier offenbar zu erheblichen Schwierigkeiten führen.

### Universalmagie
Die Familie der Universalmagie ist die seltenste der drei Formen und diejenige, die als Anfänger am schwierigsten zu beherrschen ist.

#### Divination/Wahrsagerei/Wahrscheinlichkeitsmagie
Divination ist die Form der Magie, die von Alex Verus und wenigen anderen in der magischen Gesellschaft benutzt wird. Da der Protagonist ein Divinator ist, erfährt man über diesen Magiezweig am meisten. Divinatoren „sehen“ die Zukunft in Form von vierdimensionalen Zeitsträngen, die sich verschieben. Die Fülle an Informationen vernünftig verarbeiten zu lernen kann Jahre dauern. Der freie Wille ist einer der Punkte, an der die Divination scheitert: Man kann nicht „hinter“ eine Entscheidung sehen, die jemand noch nicht getroffen hat. Jedoch kann ein Divinator anhand der sich verschiebenden Zeitstränge oft zumindest das Vorhandensein eines freien Willens erkennen.

##### „Normale“ Divination
Alex kann je nachdem, wie ruhig die Umgebung ist, unterschiedlich weit in die Zukunft sehen. Oft sind es nur ein paar Minuten. Im Kampf kann er sogar nur ungefähr eine halbe Sekunde weit sehen, was in einem Kampf auf Leben und Tod allerdings bereits einen großen Vorteil darstellt. Unbesiegbar macht es ihn allerdings keineswegs: Er kann nach wie vor durch zahlenmäßige Überlegenheit, ungünstige Situationen oder einfach Unaufmerksamkeit überwältigt werden. Im achten Band kommt außerdem auch eine speziell für Divinatoren gedachte Falle vor: Es wird ein schwächerer Angriffstrupp vorgeschickt, der den Divinator ablenkt und es ihm schwer macht, weit in die Zukunft zu sehen, während ein wesentlich stärkerer Angriffstrupp die Umgebung abriegelt und dafür sorgt, dass der zweite Angriff eine deutlich höhere Erfolgswahrscheinlichkeit aufweist.
Auch Gespräche – im Grunde jede kompliziertere Interaktion mit intelligenten Lebewesen – sind schwierig vorauszusehen und stellen insofern Barrieren in der Sicht eines Divinators dar. Alex hat es sich angewöhnt, bei Leuten, denen er vertraut, seine Divination nur in Ausnahmefällen einzusetzen. Einsamkeit ist für die Divination ideal, aber natürlich schlecht für soziale Kontakte.

##### Pfadwandeln
Beim Pfadwandeln geht es darum, einen einzelnen Zeitstrang auszuwählen und so weit wie möglich auf ihm voranzugehen, um zum Beispiel ein Geheimnis zu lüften. In einer ruhigen Umgebung kann der Divinator so mehrere Stunden voraussehen. Offensichtlicher Nachteil ist, dass die Umgebung nicht nur zum Startzeitpunkt ruhig sein muss, sondern auch ruhig bleiben muss, was sich kaum erzwingen lässt – bereits die Möglichkeit, einen plötzlichen Anruf zu erhalten, stellt eine Ablenkung dar, die den Zeitstrang zerspringen lassen kann.

##### Informationssammlung trotz sicherem Tod
Bei dieser Variante geht es darum, Informationen in einer Zukunft zu sammeln, in der ein ganz reales Todesrisiko für den Divinator selbst besteht. So kann ein Divinator, der unter Beschuss steht, den Kopf in der Zukunft hinter einer Wand hervorstrecken und vor seinem zukünftigen Tod noch die ungefähre Position des Schützen ermitteln, ein Wissen, das in der Gegenwart hilfreich sein kann, um den tatsächlichen Tod zu vermeiden. Wesentlicher Nachteil ist, dass dazu eine gefährliche Form der Selbsthypnose erforderlich ist, um sich in „eine Trance der leidenschaftslosen Neugier zu versetzen“ – mit anderen Worten, es muss mindestens ein Zeitstrang mit der Möglichkeit existieren in der der Divinator tatsächlich aktiv Selbstmord begeht. Die psychischen Folgen sind vermutlich nicht zu unterschätzen.

##### Synchronisation von Divination und Muskelgedächtnis
Alex selbst ist möglicherweise der einzige, der diese recht obskure Fähigkeit beherrscht. Laut eigener Aussage erlernte er sie in Gefangenschaft, als er buchstäblich tagelang nichts anderes zu tun hatte. Sie ermöglicht es ihm, praktisch jedes erreichbare Ziel mit einem Wurfgeschoss beim ersten Versuch zu treffen, in dem er in der Zukunft nachsieht, wo er es getroffen hat. Nicht zuletzt ermöglicht es ihm diese Fähigkeit auch, bereits aktivierte Granaten zum Absender zurückzuwerfen.

##### Erzeugung von 'Optasia'
Alex und der Leser erfahren von dieser Fähigkeit erst im zwölften und letzten Band. Eine „Optasia“ ist eine falsche Zukunft, welche einen anderen Divinator täuschen kann. Sie ist gewissermaßen ein vierdimensionales Bild. Helikaon, der selbst ein Meisterdivinator ist, bezeichnet den Zauber als nutzlos, da er ausschließlich gegen andere Wahrsager wirkt. Es ist jedoch davon auszugehen, dass er in diesem Punkt voreingenommen ist: Erstens verwendete er selbst gelegentlich Optasia, um Alex loszuwerden, und zweitens ist es genau jene Fähigkeit, die es Richard Drakh jahrelang ermöglicht hat, seinen Magietyp geheim zu halten, und ihm enorm bei Aufrechterhaltung seiner mystisch-unbesiegbaren Aura half. Zwar dauert es ein Jahr, um zu lernen eine gute Optasia zu erzeugen, und Wochen, um zu lernen eine gute Optasia zu erkennen. Doch mithilfe Helikaons lernt Alex, ein Störfeld aus völlig chaotischen Optasia in der direkten Umgebung zu erzeugen, welches Richards Divination im entscheidenden Kampf lange genug blockiert. Dass es auch Alex’ eigene Divination blockiert, lässt sich nicht vermeiden und wird von diesem hingenommen, um wenigstens gleiche Chancen zu erzielen.

##### Langzeitdivination
Im siebten Band wird eine Prophezeiung des legendären Divinators Alaundo erwähnt, die die Zukunft von Alex und Richard betrifft und als Rechtfertigung für Mordanschläge auf Alex dient. Sie betrifft Ereignisse, die mehr als ein Jahr in der Zukunft liegen. Alex hält es für völlig unmöglich, derart weit in die Zukunft zu sehen, und die Prophezeiung für eine billige Ausrede. Es wird nie aufgeklärt, ob etwas derartiges tatsächlich möglich ist. Streng getrennt von menschlichen Prophezeiungen sind die ebenfalls gelegentlich vorkommenden Drachenprophezeiungen.

#### Glücksmagie/Schicksalsmagie
Während sich Divination mit der Sichtbarkeit von zukünftigen Zeitsträngen befasst, befassen sich sowohl Glücksmagie als auch Schicksalsmagie mit der Beeinflussung der Wahrscheinlichkeit von zukünftigen Zeitsträngen bis hin zur Gewissheit. Obwohl sie in den Büchern als zwei verschiedene Magietypen genannt werden, ist nicht ganz klar, wodurch sie sich überhaupt unterscheiden. Da Luna anfangs die einzige Person mit Glücksmagie in den Büchern ist, kann man leicht den Eindruck bekommen, Glücksmagie sei bloß unterbewusst wirksam, doch das ist nicht korrekt. Im Laufe der Zeit lernt sie, ihren Fluch wesentlich aktiver zu benutzen und mit ihm bestimmte Gegenstände oder Personen zu beeinflussen und ihnen „Pech zu bringen“. Der Schicksalsweber wiederum, eines der mächtigsten Artefakte in den Büchern, scheint ein Verfallsdatum zu haben: Er ist instabil und beeinflusst in Alex’ Fall auch den Träger. Das scheint typisch für diese Art Gegenstand zu sein, doch ob es auch typisch für die Schicksalsmagie im Allgemeinen ist, ist unklar: Zum Handlungszeitraum ist der Schicksalsweber der einzige bekannte Gegenstand seiner Art.
Auch Schicksalsmagie und Divination gemeinsam sind kein Garant für Unbesiegbarkeit, wie Alex erfahren muss. Manche Situationen sind so unwahrscheinlich, dass es selbst mit dem Schicksalsweber einfach zu lange in einer Kampfsituation dauert, sie zu ändern, auch gibt es immer noch die Möglichkeit eines „Schachmatts“, wenn man eine Falle erst erkennt, sobald es zu spät ist. Neben der Instabilität des Schicksalswebers selbst gibt es außerdem gelegentlich erstaunlich triviale Probleme. So setzt die Fähigkeit, mit dem Schicksalsweber eine mögliche Zukunft zu verstärken, voraus, dass es überhaupt eine gewünschte mögliche Zukunft gibt. Auch kann es minutenlang dauern, eine extrem unwahrscheinliche Zukunft zu verstärken, was in einer unübersichtlichen Kampfsituation nicht gegeben ist.

#### Raummagie
Mit Raummagie kann man Portale öffnen und den Raum krümmen. Ersteres können zwar auch Elementarmagier, aber wesentlich langsamer und fehleranfälliger. Letzteres kann benutzt werden, um zu töten, indem man den inneren Aufbau eines Körpers stört. Vermutlich gehört auch die Fähigkeit der Erschaffung von Schattenreichen zur Raummagie.

#### Zeitmagie
Zeitmagie umfasst die Verlangsamung und Beschleunigung von Objekten und Körpern (auch dem eigenen, falls notwendig) sowie die Zeitsicht, auf die sich Sonder spezialisiert hat. Damit kann man sehen, was an dem Ort, an dem man sich befindet, vor einer gewissen Zeit passiert ist. Das macht sie zu einem gefragten Hilfsmittel bei Kriminalfällen, allerdings gibt es auch magische Gegenstände, die gegen die Zeitsicht arbeiten. Es ist außerdem schwieriger, je weiter man in die Vergangenheit blickt.

### Andere

#### Kraftmagie
Kraftmagie wird hauptsächlich von Onyx benutzt und dient zur Erzeugung von unsichtbaren, potenziell tödlichen Kraftfeldern.

#### Wunschmagie
Wunschmagie ist die den Dschinn eigene Magie. Laut Arachne ist sie die einzige Form der Magie ohne echte Grenzen, was der Hauptgrund ist, warum Richard Drakh so interessiert daran ist. Die Art der Wunschmagie hängt jedoch von der Beziehung zwischen Nutzer und Dschinn ab.

#### Drachenmagie
Die Magie der Drachen funktioniert völlig anders als die der Menschen, so können sie unter anderem Prophezeiungen mit angeblich hundert Prozent Eintrittswahrscheinlichkeit abgeben. Laut Arachne sehen Drachen die Zeit völlig anders als Menschen und können deshalb akkurate Prophezeiungen machen. Auf Alex’ Frage, wie das mit dem freien Willen zusammenpassen soll, entgegnet Arachne bloß, dass das innerhalb eines menschlichen Logiksystems nicht verständlich sei. Es liegt allerdings im Rahmen des Möglichen, dass Drachen ihren eigenen Prophezeiungen gewissermaßen nachhelfen – innerhalb des Universums von Alex Verus scheint es keine Macht von auch nur annähernd vergleichbarer Stärke zu geben. Der Rat der Weißmagier verhandelt jedoch ohnehin nicht mit Drachen oder behauptet dies zumindest.
Der Drache unterhalb von Arachnes Höhle demonstriert Raummagie und möglicherweise auch Zeitmagie bei der endgültigen Rettung Arachnes, was nahelegt, dass seine Fähigkeiten in erster Linie im Bereich der Universalmagie liegen. Angeblich können die Drachen die Welt von Alex Verus auch komplett verlassen, und man kann sie daran „ebenso wenig hindern wie eine Buchfigur einen Leser daran hindern kann, das Buch zu schließen und fortzugehen“. Insofern können die Drachen in gewisser Weise auch als Agenten des Autors selbst betrachtet werden, da sie im Gegensatz zu einem Leser aktiv in die Handlung eingreifen.

#### Ganz andere
Gelegentlich werden auch andere Formen der Magie erwähnt, wie etwa Materiemagie, Strahlungsmagie, Lichtmagie, Dunkelheitsmagie und Giftmagie. Vermutlich handelt es sich in einigen Fällen um Hybridformen von bereits bekannten Varianten. Grundsätzlich scheint praktisch jede Form von Energie und Information in der Welt von Alex Verus durch Magie beeinflussbar zu sein. Laut Autor Benedict Jacka sind streng genommen keine zwei Formen der Magie zu hundert Prozent identisch, da die Magie von der Persönlichkeit abhängt und auch keine zwei Personen zu hundert Prozent dieselbe Persönlichkeit haben. Insofern ist jede Form der Kategorisierung anfechtbar.

## Die Welt von Alex Verus
Im Universum von Alex Verus gibt es viele verschiedene Magierfraktionen, welche häufig erbittert miteinander streiten. Die beiden größten sind die Weißmagier, welche an strikte Regeln glauben und durch eine Regierung, den Rat, repräsentiert werden, sowie die Schwarzmagier, welche an den „Wahren Pfad“ glauben, letztendlich an Macht um jeden Preis. Offiziell herrscht Frieden, aber faktisch handelt es sich eher um einen unsicheren Waffenstillstand. Die Konkordia, das oberste magische Gesetz, gilt in erster Linie für die oberen Ränge der Magier. Sowohl Weiß- als auch Schwarzmagier schrecken nicht vor Folter, Mord und Vergewaltigung zurück, wenn es ihren Zielen entspricht.
Die Problematik wird am Beispiel des Rats recht gut deutlich: Einst gab es nur 7 Magier im Rat, doch mit der Bevölkerungsexplosion im Zuge der industriellen Revolution reichte das nicht mehr aus. Die alten sieben wollten jedoch ihre Macht nicht abgeben, und so gibt es nun zusätzlich zu den sieben ursprünglichen im Seniorrat noch den sogenannten Juniorrat, welcher jedoch keine Beschlüsse fassen kann. Im Grunde sind große Teile des Rats anachronistisch.

### Politik
Die Weißmagier teilen sich grob in sieben verschiedene Fraktionen, die sich in ihrem erwünschten Umgang mit den Schwarzmagiern und in ihrem erwünschten Umgang mit der normalen Gesellschaft unterscheiden:
Kreuzritter: Hassen alle Schwarzmagier und würden am liebsten militärisch gegen sie vorgehen. Prominenter Vertreter: Sal Sarque
Hüter: Mögen die Schwarzmagier nicht, handeln normalerweise aber reaktiv.
Unitarier: Wollen Schwarz- und Weißmagier langfristig gesehen vereinen.
Direktoren: Wollen die Macht der Weißmagier über die normale Gesellschaft ausdehnen. Prominenter Vertreter: Levistus
Isolationisten: Wollen mit der normalen Gesellschaft so wenig zu tun haben wie möglich. Prominenter Vertreter: Druss
Weißianer: Wollen eine viel weitere Verbreitung der Magie in der normalen Gesellschaft.
Die Mitte (engl.: Centrists): Wollen nur Frieden und stehen damit letztendlich zwischen allen Stühlen. Allerdings wahrscheinlich die größte Fraktion der Weißmagier.
Die Schwarzmagier haben keine Fraktionen im eigentlichen Sinn, sondern sind eher Anarchisten: Ein klassischer Schwarzmagier will am liebsten von niemandem Befehle entgegennehmen. Gelegentlich organisieren sie sich in sogenannten Kabalen, bekämpfen sich jedoch auch ständig gegenseitig. Eine Kabale hat normalerweise 2–5 vollwertige Magier als Mitglied, dass Richards Kabale deutlich mehr hat, wird bereits als außergewöhnliches Ereignis angesehen.
Die Unabhängigen wollen größtenteils nur ein ganz normales Leben führen. Sie sind zahlenmäßig größer als die Weiß- und Schwarzmagier zusammen. Ihre Vertretung im Rat ist Spire, der allerdings offenbar nur selten anwesend ist.

### Begriffe

#### Andere Welten
Ein Schattenreich ist eine Taschendimension, die per Portal von der Erde aus erreicht werden kann. Es lässt sich für verschiedene Zwecke benutzen, beispielsweise als Labor oder Festung. Häufig benötigt man irgendeine Art von Zugangsschlüssel, um ein Schattenreich zu erreichen. Im Allgemeinen sind Schattenreiche nicht größer als ca. 1 Hektar, es gibt allerdings Ausnahmen. Beispiele für Schattenreiche sind die von Alex und seinen Freunden genutzte „Niederung“, Hyperborea und diverse andere, die häufig nur mit dem Namen des Nutzers bezeichnet werden, wie etwa Levistus' Schattenreich.
Ein Tiefschattenreich ist ein Schattenreich, das nur von einem anderen Schattenreich aus erreicht werden kann, nicht direkt von der Erde aus. Sie haben manchmal eigenartige Eigenschaften, wie etwa einen veränderten Zeitablauf im Vergleich zur normalen Welt. In Tiefschattenreichen wachsen die sogenannten Traumsteine, die für die Verbindung mit Anderswo sehr hilfreich sind.
Ein Blasenreich ist ein anderer Typ von Schattenreich, der sich dadurch unterscheidet, dass sein jeweiliger Schöpfer auch die Naturkonstanten verändern kann.
Anderswo ist eine Traumdimension, über die nicht viel Konkretes bekannt ist. Sie kann geistig im Schlaf erreicht werden. Man kann dort Dinge erreichen, die in der realen Welt nicht funktionieren würden – so kommuniziert Alex hier unter anderem mit der Dunklen Anne, die im Geist der Hellen Anne eingesperrt ist, und mit Shireens Bewusstseinsfragment, welches in Rachel verborgen ist – es ist jedoch auch sehr gefährlich dort. Lunas Fluch nimmt hier etwa die Form eines von Luna getrennten Monsters an. Verschiedene Textpassagen lassen sich so interpretieren, dass es auch Lebewesen gibt, die in Anderswo heimisch sind, man erfährt jedoch nie Genaueres. Mittels eines sogenannten Traumsteins kann man auch körperlich nach Anderswo gelangen und sogar dort kämpfen, dies ist jedoch sehr gefährlich.

#### Konstrukte
Konstrukte sind das magische Äquivalent von Robotern. Die sogenannten Gythka sind spezielle Konstrukte mit vier Armen, die als Leibwächter des Rates dienen und extrem kampfstark sind. Sie werden auch als Golem-Gottesanbeterinnen oder Mantisgolems bezeichnet.

#### Magische Gegenstände
Magische Gegenstände lassen sich in drei Kategorien einteilen. Ein Einmalgegenstand ist ein magisches Objekt, das einen ganz bestimmten Verwendungszweck hat und nur ein Mal verwendet werden kann. Die von Alex häufig verwendeten Kondensatoren sind etwa vergleichbar mit Rauchbomben. Ein Fokus ist ein magisches Objekt, welches ein Magier verwenden kann, um einen anderen Typ Magie zu wirken als er selbst besitzt. Es handelt sich um eine Art Werkzeug. Durchwobene Gegenstände sind am mächtigsten, aber auch am gefährlichsten für den unkundigen Anwender: Sie sind teilweise lebendig und ähnlich schwer zu beherrschen wie ein nur teilweise gezähmtes Tier.

#### Rangstufen der Magiergesellschaft
Es wird zwischen vier Rangstufen unterschieden. Normale können keine Zauber wirken und lediglich ihre Wirkung sehen. Sensitive beherrschen teilweise die Magiesicht, einen zusätzlichen Sinn, der die Wahrnehmung von Magie auch durch undurchsichtige Wände gestattet. Sie können Magie aber nur wahrnehmen, nicht selbst wirken. Adepten beherrschen neben der Magiesicht normalerweise nur einen einzigen Zauber, was sie allerdings trotzdem nicht ungefährlich macht. Vollwertige Magier beherrschen die Magiesicht und typischerweise eine Reihe von Zaubern ihres Magietyps. Die Abgrenzung zwischen den einzelnen Stufen ist nicht immer eindeutig, aber etwa 0,01 % der Bevölkerung gelten als Magier. Aus historischen Gründen sind Magier bei Adepten oft alles andere als beliebt.

## Figuren

### Alexander Verus
Alex ist die Hauptperson der 12 Bücher, von der kleinen Episode am Ende des zwölften Bandes abgesehen, die von Luna erzählt wird. Alexander ist sein echter Name, Verus sein Magiername. Sein echter Nachname wird nie erwähnt. Er ist am Anfang der Serie 28 Jahre alt, am Ende 34 Jahre. Seine Eltern sind geschieden und werden nur sehr selten erwähnt. Sein Vater ist Pazifist und lebt als Universitätsprofessor in England, wo Alex auch zur Schule gegangen ist, seine Mutter hingegen ist wieder nach St. Petersburg gezogen und hat erneut geheiratet.
Mit 17 Jahren wurde er von dem Schwarzmagier Richard Drakh gefunden und ausgebildet, überwarf sich jedoch mit diesem, als ihm das volle Ausmaß der Brutalität der Schwarzmagier klar wurde. Er floh und tötete einen seiner Verfolger, Tobruk, der mit ihm gemeinsam die Ausbildung bei Drakh durchlaufen hatte. Im Laufe diverser Abenteuer erwarb er das „Arcana Emporium“, welches er im ersten Band immer noch führt. Es handelt sich um einen Laden, der sowohl echte magische Gegenstände verkauft als auch Kristallkugeln, Kräuter und Dinge, die von der Allgemeinheit mit Magie assoziiert werden, obwohl sie es eigentlich nicht sind.
Im Laufe der Bücher findet Alex mit Luna, Variam und Anne echte Freunde, nachdem er anfangs sozial eher isoliert war. Er gerät immer wieder in Kampfhandlungen sowohl mit Weiß- als auch mit Schwarzmagiern, schließt sich den Weißmagiern irgendwann offiziell an und steigt sogar bis zum Ratsmitglied, einem Mitglied der Regierung, auf. Außerdem verlieben sich Anne und er ineinander.
Im zehnten Band kommt es zum Eklat, als Alex Anne scheinbar endgültig verliert. Er riskiert alles und tötet von nun an jeden, der ihm in dem Krieg zwischen Weiß- und Schwarzmagiern im Weg steht, um Anne zurückzugewinnen. Darunter fallen auch der mächtige Weißmagier Levistus und Richard Drakh. Am Ende der Reihe erleben er und Anne ein Happy End, auch wenn Alex’ Körper auf schwer erklärliche Weise transformiert wird.

### Luna Mancuso
Luna stammt ursprünglich aus Italien und trägt einen Fluch, welcher eine Form der Glücksmagie darstellt. Im Laufe der Serie wird sie allmählich zu einer echten Glücksmagierin und hervorragenden Duellantin ausgebildet. Sie wählt den Magiernamen Vesta. Luna und Variam führen eine Beziehung, die vermutlich im siebten Band beginnt. Erstaunlicherweise hindert sie das nicht daran, ständig zu streiten.

### Arachne
Arachne ist Alex’ älteste und beste Freundin. Außerdem ist sie eine Riesenspinne, was diesem jedoch kaum noch auffällt. Sie lebt in einer Höhle in einem Park unterhalb Londons. Sie ist eine auch Lehrerfigur für Alex und versorgt ihn und damit den Leser immer wieder mit wichtigem Hintergrundwissen. Sie webt gerne Kleidung, die häufig auch magische Zusatzeffekte hat. In der sonstigen magischen Gesellschaft ist sie nicht sonderlich beliebt.
So hilfreich Arachne ist, so dubios ihre Vergangenheit. Sie scheint die einzige ihrer Art zu sein und ist offenbar mehrere tausend Jahre alt. Alex sagt dazu: „Würde ich raten, würde ich sagen, dass der Mythos nach ihr benannt wurde“. Rein theoretisch könnte sie auch eine ursprünglich menschliche Gestaltwandlerin sein. In den Tunneln unter ihrer Höhle lebt ein Drache, der offenbar eine Art Beschützerverhältnis mit ihr hat. Im zehnten Band wird sie vor feindlichen Magiern durch den Drachen gerettet und verschwindet spurlos. Alex spekuliert später, dass der Drache sie zu ihrem Schutz weit in die Zukunft gebracht haben könnte.

### Helikaon
Helikaon ist ein mächtiger Wahrsager, der Alex nach dessen Flucht vor Richard aufnahm. Er arbeitet oft auf Vertragsbasis für den Rat, gibt jedoch ansonsten sein Bestes sich aus der Politik herauszuhalten. Überhaupt hält er sich von den allermeisten Leuten fern und ist am liebsten allein, was seine Visionen verbessert. Das lässt ihn jedoch auch kalt und unnahbar erscheinen.

### Starbreeze
Starbreeze ist ein Luftelementar in der Gestalt eines jungen Mädchens. Sie ist uralt, hat aber ein sehr schlechtes Gedächtnis. Gelegentlich hilft sie Alex bei dessen Operationen und geht dabei oft ihrer Umgebung auf die Nerven. Im zweiten Band muss Alex den Gegenstand opfern, mit dem er sie rufen kann, und erst im zehnten Band gelingt es ihm wieder durch den Traumstein sie zu erreichen.

### Sonder
Sonder ist ein Zeitmagier, der insbesondere die Zeitsicht hervorragend beherrscht. Bei seinem ersten Auftreten im ersten Band ist er noch sehr unerfahren. Er verliebt sich in Luna, die ihn jedoch abweist. Während er anfangs noch zur Freundesgruppe um Alex gehört, entfernt er sich im Laufe der Entwicklungen davon und wird von Alex’ Brutalität abgestoßen. Er macht Karriere bei den Weißmagiern und wird im Laufe der Zeit souveräner. Im letzten Band stirbt er überraschend im Krieg.

### Vaal Levistus
Levistus ist ein Weißmagier des Rats. Er ist entweder Geistmagier oder Eismagier, wobei vielleicht auch eine der beiden Fähigkeiten durch einen magischen Gegenstand hervorgerufen wird. Seine Macht beruht hauptsächlich auf Geheimnissen und Erpressung, was ihn enorm gefährlich macht. Als Alex im elften Band seine Hauptinformationsquelle aushebt, stellt sich heraus, dass er praktisch jahrelang nur eine Stimme von der absoluten Mehrheit im Rat entfernt war.

### Talisid
Talisid ist ein Weißmagier unbekannten Typs und arbeitet offenbar in einer Geheimdienstfunktion für die Hüter, eine Fraktion des Rats. Alex erledigt anfangs oft Aufträge für ihn und er wird so zeitweise zum Verbündeten. Nach Alex’ offener Kriegserklärung allerdings arbeitet er gegen ihn und schickt ein Killerkommando nach ihm aus, wird jedoch von Alex ausgetrickst und festgesetzt. Im zwölften Band arbeiten beide wieder zusammen.

### Morden
Morden ist ein sehr mächtiger Schwarzmagier, der zeitweise sowohl im Rat der Weißmagier sitzt als auch für Richard Drakh arbeitet. Er ist ein Todesmagier. Obwohl sehr gefährlich, ist er ein erstaunlich guter Politiker und Vorgesetzter. Er scheint nur zu töten, wenn er es für notwendig hält. Im elften Band wird behauptet, er sei eine Art schwarzmagischer Idealist.

### Deleo/Rachel
Rachel wurde mit Alex, Shireen und Tobruk zusammen unter Richard ausgebildet, sie ist eine Wassermagierin mit der Spezialität der Zersetzung. Shireen war damals ihre beste Freundin. Als Alex floh und klar wurde, was für ein Monster Tobruk war, kam es zum Streit zwischen Rachel und Shireen. Unter Richards Einfluss tötete sie Shireen nicht nur, sondern erntete ihre magischen Fähigkeiten, wodurch ein Teil von Shireens Seele in ihr weiterlebte. Sie bekam auch einen Dschinn. Von da an nannte sie sich Deleo und wurde zu Richards bis dahin mächtigster Vollstreckerin. Sie gilt als ziemlich verrückt, was nicht zuletzt daran liegt, dass sie oft laut mit Shireen redet, die andere Leute natürlich nicht sehen können.
Im Laufe der Zeit wird sie immer wahnsinniger, obwohl sie zeitweilig eine komplizierte Beziehung mit Cinder hat. Laut Shireen hasst sie Alex, weil er sie mit seiner bloßen Existenz daran erinnert, dass sie einen anderen Weg hätte wählen können. Im zehnten Band wird sie von Alex ausgetrickst und gegen Richard aufgehetzt, woraufhin dieser sich von ihr abwendet. Im elften Band wird sie schließlich von Alex und Cinder körperlich in die Traumdimension Anderswo gelockt, wo sie schließlich von einem Wesen in Form ihres eigenen Spiegelbildes ermordet wird.

### Cinder
Cinder ist ein starker Schwarzmagier und Feuermagier. Er hat eine komplizierte Beziehung mit Deleo. Er kämpft sowohl gegen als auch mit Alex und wird insbesondere in den späteren Bänden mehr oder weniger zu einem Verbündeten. Die Gründe dafür sind nicht eindeutig, aber anscheinend gehört Cinder zu einer Minderheit an altmodischen Schwarzmagiern, die Wert auf Ehre legen und Freundschaft und den schwarzmagischen Weg nicht zwangsläufig für Gegensätze halten. Nach dem Überfall auf den Tresor erhält er einen mächtigen magischen Gegenstand, der ihm anscheinend die Nutzung von Kraftmagie erlaubt.

### Onyx
Onyx ist Mordens Schüler, ein sehr starker Schwarzmagier mit sehr schlechter Impulskontrolle. Er beherrscht Kraftmagie. Im Laufe der Zeit versucht er sich von Richard zu emanzipieren und eine eigene Gruppierung zu gründen, wird aber von Richard weitestgehend ignoriert. Alex kämpft mehrmals gegen ihn und tötet ihn schlussendlich im zehnten Band mithilfe des Schicksalswebers.

### Meredith
Meredith ist eine Gefühlsmagierin, die öfter versucht in der Politik mitzumischen, dafür jedoch anscheinend kein großes Talent hat. Bei ihrem ersten Auftritt wirkt sie noch harmlos und sorgt sogar dafür, dass Alex sich in sie verliebt. Sie arbeitet jedoch sowohl für Weiß- als auch für Schwarzmagier und scheint selbst keinerlei Gewissen zu haben.

### Caldera
Caldera ist eine Erdmagierin bei den Wächtern und eine hervorragende Ermittlerin. Alex und sie bauen im Laufe der Zeit eine gute Arbeitsbeziehung auf. Sie ist jedoch oft frustriert von den politischen Spielchen bei den Wächtern und nimmt es Alex übel, dass er zu Ende des siebten Bandes letztendlich über ihren Kopf hinweg befördert wird, obwohl das gegen dessen Willen geschah. Im Laufe der Zeit entfernen sie und Alex sich politisch immer weiter voneinander, was schließlich in mehreren Duellen resultiert. Bei dem Angriff auf Levistus stellt sie sich auf dessen Seite und wird von Alex grausam abgestochen, jedoch von der Dunklen Anne gerettet. Infolgedessen wird sie zu einem Dschinn-Wirt.

### Variam
Variam ist ein Feuermagier und ein Sikh, er stammt aus Indien. Zu Anfang der Serie ist er sehr feindlich gegenüber jeder Art von Autorität eingestellt. Im Laufe der Zeit relativiert sich das jedoch und er tritt selbst den Wächtern, der Polizei der Weißmagier, bei. Er und Luna führen eine Beziehung. Variam hat außerdem einen starken Beschützerinstinkt Anne gegenüber.

### Anne Walker
Anne ist eine Lebensmagierin. Bei ihrem ersten Auftreten im ersten Band ist sie zwanzig und damit acht Jahre jünger als Alex. Sie wurde bereits früh in die Welt der Schwarzmagier entführt, was durchaus wörtlich zu verstehen ist, und hat dadurch eine starke Neigung zum Fatalismus entwickelt. Sie wurde vom Schwarzmagier Sagash, der sie als persönliche Attentäterin ausbilden wollte, gezwungen mehrere Morde zu begehen. Aus der Verzweiflung über ihre Ohnmacht Sagash gegenüber und ihre unhaltbare Situation entwickelte sie eine spezielle Persönlichkeitsstörung: Die Anne, welche bis zum zehnten Band den größten Teil der Zeit über ihren Körper herrscht, wird von Alex die „Helle Anne“ genannt. Sie weigert sich selbst in extremen Situationen zu töten. Die Anne, welche in Augenblicken von tödlicher Gefahr zum Vorschein kommt und ansonsten im Geist der Hellen Anne gefangen gehalten wird, nennt Alex die „Dunkle Anne“. Sie ist bereit jeden zu töten, der ihr schaden will, und darin extrem effizient. Im neunten Band schließt die Dunkle Anne einen Kontrakt mit dem Maridensultan, dem mächtigsten aller Dschinn, und ist von da an in der Lage Annes Körper gelegentlich auch ohne Einwilligung der Hellen Anne zu kontrollieren. Das eskaliert später, und als Alex eine Möglichkeit findet Richards Kontrolle über den Maridensultan zu zerstören, begibt sich die Dunkle Anne auf einen gewaltigen Rachefeldzug. Später fängt der Dschinn an, stattdessen Anne zu kontrollieren. Erst im zwölften Band gelingt es Alex die Dunkle Anne dazu zu bringen den Kontrakt zu widerrufen, somit die Macht des Dschinns zu brechen und Annes zwei Persönlichkeitshälften zur Zusammenarbeit zu zwingen. Letztendlich verschmilzt er die beiden Persönlichkeitshälften gewaltsam.
Anne und Alex werden am Ende des neunten Bandes ein Paar und bleiben es letztendlich bis zum Ende der Serie.

### Landis
Landis gehört zu den Weißmagiern und ist ein exzellenter Feuermagier. Er ist im Schildorden und somit ebenfalls Teil der Wächter, außerdem wird er Variams Meister. Er wird als äußerst exzentrisch dargestellt und spielt bei sich daheim schonmal mit aktiven Bomben herum, erweist sich jedoch im Laufe der Handlung auch als überraschend zuverlässig und gibt Alex und seinen Freunden immer wieder Rückendeckung. Obwohl ein alter Freund von Caldera, ist er auch nach ihrem Beinahe-Tod durch Alex’ Hand bereit zumindest nicht direkt gegen Alex zu arbeiten. Er gehört zu den wenigen, die Vihaela im direkten Duell ebenbürtig sind.

### Vihaela
Vihaela ist eine sadistische Schwarzmagierin. Ihre Magie ist eine Hybridform aus Todesmagie und Lebensmagie. Sie ist eine versierte Folterin und hervorragende Kämpferin. Sie arbeitet spätestens ab dem Ende des sechsten Bandes mit Morden und Richard zusammen, möglicherweise auch schon vorher. Im zwölften Band gelingt es Alex für ihren Tod zu sorgen, nachdem sie vorher mehrere Attentate begangen hat.

### Richard Drakh
Richard Drakh ist der möglicherweise gefährlichste Schwarzmagier Englands, auch wenn sich mit der Zeit herausstellt, dass seine Macht zumindest teilweise auf Tricks beruht. Zu Anfang der Serie ist er bereits seit Jahren durch ein interdimensionales Portal verschwunden, doch im vierten Band taucht er wieder auf. Sein Magietyp ist lange Zeit völlig unbekannt, da er größtenteils allgemeine magische Gegenstände verwendet. Erst relativ spät stellt sich heraus, dass Richard genau wie Alex ein Divinator ist. Er ist so gut, dass er falsche Zukünfte projizieren kann, unter anderem um diese Tatsache geheim zu halten. Richard ist ein meisterhafter Manipulator, der fast immer einen Weg findet, anderen seinen Willen aufzuzwingen. Gelegentlich kann er überraschend vernünftig und pragmatisch handeln, wobei er aber nie sein Endziel aus den Augen verliert: Er will einfach immer mehr Macht, als er zum aktuellen Zeitpunkt besitzt. Laut eigener Aussage hält er Macht für einen Selbstzweck. Insofern ist er quasi die ultimative Verkörperung des schwarzmagischen Prinzips. Größer ist die philosophische Basis seiner Gedankenwelt nicht. Über Richards Hintergrund und seine Vergangenheit ist so gut wie nichts bekannt. Körperlich gilt er als ziemlich unauffällig.
Richard verfügt außerdem über einen Dschinn. Welchen Rang dieser hat, ist unbekannt, doch es handelt sich vermutlich nicht um einen Ifriten oder Mariden, denn ansonsten hätte er Anne nicht als Wirt für einen Mariden benötigt. Er kann aber damit unter anderem Portale öffnen, die von normalen Portalbannen nicht aufgehalten werden können.
Richard ist derjenige, der im zehnten Band letzten Endes das zentrale Dilemma des Serienprotagonisten in Worte fasst:

„Laut dem Gesetz der Weißmagier hat der Rat das Recht, dich und Anne zum Tode zu verurteilen. Ein Weißmagier würde sagen, dass du die Konkordia gebrochen hast und dich der Strafe stellen musst. Ein Schwarzmagier würde es so auslegen, dass das wirkliche Problem darin liegt, dass der Rat die Fähigkeit besitzt, seine Entscheidungen gegenüber dir und Anne durchzusetzen, während du nicht in der Lage bist, deinen Willen ihnen gegenüber durchzusetzen. [...] Indem du dich weigerst, entweder dem Pfad der Weißen oder der Schwarzen zu verfolgen, hast du in beidem versagt.“

Dass Richard selbst an diesem Dilemma einen wesentlichen Anteil hat, indem er Alex in eine unmögliche Situation gebracht hat, verschweigt er dabei selbstverständlich geflissentlich.
Im Laufe der Serie verliert Richard schließlich trotz all seiner Macht der Reihe nach den Nimbus der Unbesiegbarkeit, seine Armee und schlussendlich auch sein Leben.